# Mittelarabisch

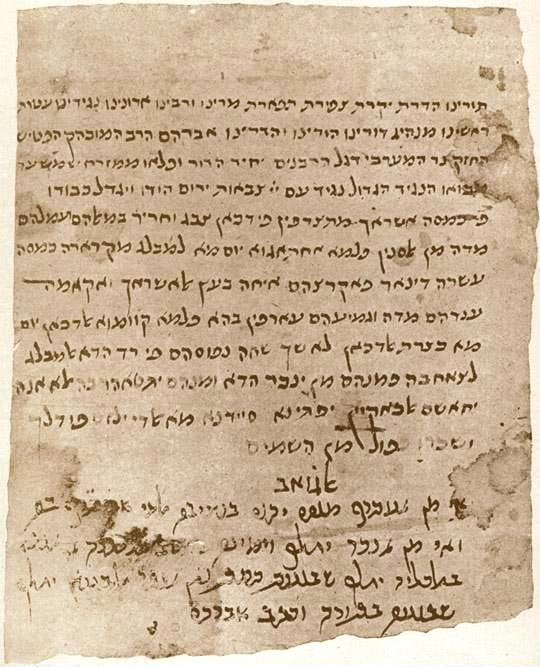
Manuskript aus der Kairoer Geniza, teils auf Judäo-Arabisch geschrieben. Brief des Abraham, Sohn des Maimonides, Beginn des 13. Jahrhunderts.

Mittelarabisch ist keine historische Sprachstufe, sondern eine Sprachebene. Es bezeichnet eine Zwischenform zwischen dem klassischen, im Koran üblichen Standard-Arabisch, und den arabischen Dialekten, die seit jeher dem mündlichen Gebrauch vorbehalten sind. Im Arabischen wird dafür der Begriff al-luġa al-wusṭā (اللغة الوسطى) verwendet. Schriftliche Zeugnisse sind hauptsächlich von Juden und Christen erhalten, die im islamischen Herrschaftsbereich lebten. Sie schrieben auf Judäo-Arabisch bzw. in einem christlich-arabischen Dialekt.

## Geschichtliche und sprachliche Entwicklung
Mittelarabisch ist das sprachliche Resultat der Ausbreitung des Islams im 7. und 8. Jahrhundert. Diese Eroberungszüge beeinflussten die gesamte Geschichte der Araber, ihre sozialen Bedingungen und ihre Mentalität. Auch die arabische Sprache durchlief in diesem Zeitraum einen grundlegenden Wandel.
Im vorislamischen Arabien und bis zum Beginn des Wirkens von Mohammed lebte der überwiegende Teil der Araber in fast vollständiger Isolation von der restlichen Welt. Auf der Suche nach Weidegründen durchzogen sie Arabische Halbinsel und lieferten sich endlose Stammesfehden. Dies mag die Tatsache erklären, dass das damals verwendete Arabisch dem schon im ersten nachchristlichen Jahrhundert ausgestorbenen, archaisch aufgebauten Akkadisch sprachgeschichtlich näher stand als dem Kanaanäischen oder Aramäischen. Durch das fast vollständige Ausbleiben äußerer Einflüsse und die Weiterführung der ursprünglichen Lebensweise wurde die archaische Struktur des Arabischen beibehalten. Zu dieser Zeit wurden verschiedene Dialekte gesprochen, die offenbar in eine östliche Gruppe um den Persischen Golf und eine westliche Gruppe mit den Dialekten des Hedschas geteilt waren. Zusätzlich zu diesen Stammesdialekten entwickelte sich in dieser Zeit auch ein poetisches, stammesübergreifendes Arabisch, das in den Gedichten der Mu'allaqat erhalten ist.
Die Ausbreitung des Islams nach dem Tode Mohammeds führte zu einer radikalen sprachlichen Umwälzung. Die Sprachgrenze zwischen den östlichen und westlichen Dialekten wurde verwischt, da die verschiedenen Stämme auf ihren Eroberungszügen gemeinsam lagerten, und es entstanden neue Dialekte. Eine ebenfalls entscheidende Rolle spielte der Kontakt der Araber mit fremden Völkern, die an Orten wie Basra oder Kufa im heutigen Irak, die aus Militärlagern entstanden waren, oftmals eine städtische Kultur pflegten. Ein zunehmender Anteil der Bevölkerung begann, ein allerdings fehlerhaftes Arabisch zu sprechen – nicht nur in der Aussprache, sondern auch in der Syntax. Die Sprachen der von den Arabern unterworfenen Völker (z. B. Mittelpersisch im früheren Sassanidenreich oder Mittelgriechisch in Ostrom) hatten im Laufe der Geschichte ihr Flexionssystem verloren. Wie in den modernen arabischen Dialekten entfielen in Folge dieser sprachlichen Kontakte die Deklinations- und Konjugationsendungen. Als Beispiele seien die Nunation bei den Substantiven oder die Verbalformen des Apokopats genannt, zudem wurde die Aussprache von Pausalformen den Kontextformen angeglichen. Schwierigkeiten bei der Wortbildung wurden durch zahlreiche umschreibende Wendungen umgangen.
Mittelarabische Texte stammen hauptsächlich von christlichen und jüdischen Autoren. Diese waren dem Ideal der koranischen Sprache und der ʿArabīya weniger verpflichtet als muslimische Araber. ʿArabīya (عربية) bedeutet ursprünglich und grundsätzlich „arabische Sprache“, besagt jedoch in einer übertragenen, von arabischen Philologen festgelegten Bedeutung, dass die im Koran und den klassischen Werken der Literatur kodifizierte Sprache als unveränderlich gilt und als einzige zur Niederschrift zugelassen ist. Beispiele dafür sind die judäo-arabische Übersetzung des Pentateuch von Saadia Gaon, die bis heute nur unvollständig aufgefunden wurde, sowie das Kitāb al-Anwār („Buch der Lichter“) des Karäers Yaʿqūb al-Qirqisānī aus der ersten Hälfte des 10. Jahrhunderts, das eine Zusammenstellung karäischer Religionsvorschriften und einen Überblick über religiöse Bewegungen innerhalb des Judentums enthält. Christlich-arabische Texte sind hauptsächlich Übersetzungen aus dem Griechischen und Syrischen, die in Klöstern in Judäa kopiert wurden und mehrheitlich im Katharinenkloster am Fuße des Berges Sinai aufbewahrt werden. Allerdings finden sich auch einige Texte muslimischer Autoren, bei denen ein dialektaler Einfluss zumindest angenommen werden kann. Dazu gehört die Hadith-Sammlung الجامع al-Dschāmiʿ von ʿAbdallāh ibn Wahb, bei welcher in der von Jean David-Weill im Jahre 1939 veröffentlichten Ausgabe das Fehlen des Hamza auffällt.
Die gleichzeitige Verwendung von Umgangssprache und klassischer Schriftsprache führt in der arabischen Welt bis heute zu einer Diglossie. In mittelarabischen Texten kommt es bei dieser besonderen Form der Zweisprachigkeit öfters zu Pseudokorrekturen, die aus dem fehlerhaften Bemühen entstehen, den ursprünglich umgangssprachlichen Stil zu verbessern. Das berühmteste Textbeispiel für Mittelarabisch ist jedoch die arabische Erstübersetzung, wahrscheinlich aus dem 8. Jahrhundert, der Geschichten aus 1001 Nacht.